# Улица 9 Апреля (Калининград)
У́лица 9 Апре́ля — улица в городе Калининграде Калининградской области Российской Федерации.
Расположена в Ленинградском районе города, и идёт от пересечения с улицей 1812 года до площади Маршала Василевского.

## История названия
Улица названа в честь даты взятия штурмом восточно-прусского города Кёнигсберга в ходе Великой Отечественной войны — 9 апреля 1945 года, указанной в Приказе Верховного главнокомандующего № 333 от 9 апреля 1945 года «О завершении разгрома кёнигсбергской группы немецких войск и овладении крепостью и главным городом Восточной Пруссии Кёнигсберг».

## На улице расположены
В доме № 5 по улице 9 Апреля в Калининграде находятся Библиотека имени С. А. Снегова и Медицинская библиотека БФУ имени Иммануила Канта.
В доме № 9 находится супермаркет «Виктория», построенный на месте заброшенной стройки 1980-х годов. В оформлении здания использованы оригинальные элементы структурного остекления.
В доме № 32 «А» расположены отделения Пенсионного фонда Российской Федерации Ленинградского и Московского районов города Калининграда.
В доме № 60 находится Клинико-диагностический центр БФУ имени Иммануила Канта, а в доме № 60 «А» — Следственное управление Следственного комитета Российской Федерации по Калининградской области.

## Примечательные здания
На улице 9 Апреля в доме № 34-40, в подъезде № 34, жил советский писатель-фантаст Сергей Александрович Снегов, в знак чего на торце дома установлена мемориальная доска.

## Транспорт
В связи с вводом в эксплуатацию 12 октября 2017 года второго эстакадного моста в Калининграде движение по улице 9 Апреля стало более интенсивным. 
На улице имеется автобусное и трамвайное движение.